# Polvere di stelle
Polvere di stelle è un film commedia del 1973 scritto (in collaborazione con Ruggero Maccari e Bernardino Zapponi), diretto e interpretato da Alberto Sordi con coprotagonista Monica Vitti, ambientato nel mondo dell'avanspettacolo degli anni della seconda guerra mondiale. Allo stesso periodo renderà quattro anni dopo omaggio la RAI col varietà Bambole, non c'è una lira.

## Trama
Roma, 1943. Mimmo Adami e Dea Dani sono marito e moglie; Mimmo è capocomico e Dea soubrette. Insieme dirigono la Compagnia grandi spettacoli Dani Adami e tentano di sbarcare il lunario nella città occupata. La compagnia, dopo un lungo periodo di magra, accetta l'unica offerta lavorativa disponibile e da altri rifiutata: allestire una tournée in Abruzzo, regione funestata da bombardamenti che hanno luogo proprio il giorno in cui Mimmo accetta la scrittura.
Da questo momento in poi, la scalcinata compagnia deve affrontare una serie di imprevisti; costretti a nutrirsi di castagnaccio e a dormire sui treni, inscenano il loro spettacolo in modesti teatri di provincia per pochi spettatori, finendo inevitabilmente per venire derisi. Dopo una delle serate, ottengono un insperato invito a cena da don Ciccio Caracioni, proprietario del teatro, che ha messo gli occhi sulle ballerine. Invece, dopo la cena, mentre don Ciccio dorme ubriaco, la compagnia fa razzìa della sua dispensa. Durante la fuga vengono scoperti e sono costretti ad abbandonare la refurtiva (salvando solamente un prosciutto ed una grossa pagnotta di pane), riuscendo poi a fuggire proprio nel corso di un bombardamento.
Durante la marcia verso la destinazione del successivo spettacolo, si imbattono nel re d'Italia e nella sua consorte che, a seguito dei fatti dell'armistizio, stanno muovendo in auto verso Pescara.
Durante uno degli spettacoli che la compagnia sta tenendo in quei giorni in Abruzzo, l’esercito tedesco fa irruzione nel teatro e arresta tutti i membri della compagnia. Il gruppo rischia il plotone d'esecuzione, ma si salvano grazie a Dea, che si concede al Federale responsabile della loro sorte. Vengono poi imbarcati per Venezia, dove dovrebbero esibirsi nella Repubblica Sociale Italiana, ma — poiché la nave su cui viaggiavano viene dirottata dai marinai — approdano infine a Bari, già liberata dagli Alleati. Qui Mimmo, Dea e la compagnia vivono di espedienti e si imbattono in vari personaggi ma, soprattutto, entrano nelle grazie delle truppe di occupazione, allestendo intrattenimenti musicali e piccoli spettacoli a bordo delle navi militari e nelle strutture occupate.
Complici i gusti semplici dei militari, la compagnia riesce ad allestire un ciclo di apprezzati spettacoli dal nome Stardust (polvere di stelle) con notevole dispiego di mezzi, per le truppe alleate nel famoso teatro Petruzzelli. Mimmo e Dea vivono il loro sogno di gloria e fantasticano un futuro ancora più brillante; Dea vive inoltre una storia travolgente con un soldato di nome John.
L'effimera notorietà tuttavia è destinata a cessare. Dea, convinta di potersi imbarcare con John verso gli Stati Uniti, si reca al porto per scoprire che se ne è già andato. L'iniziale entusiasmo passa presto: gran parte delle truppe muovono da Bari, giungendo a liberare Roma e grosse compagnie di varietà, ora in grado di viaggiare, giungono per allestire spettacoli più consoni ai gusti dei civili. La compagnia è messa alla porta senza preavviso.
Dopo l'incredulità iniziale, ma certi di poter replicare lo stesso successo, Mimmo, Dea e la compagnia tornano nella capitale a chiedere, invano, scritture degne della loro "bravura"; nei teatri tornano a recitare attori celebri, e per una piccola compagnia d'avanspettacolo fuori dal giro che conta, la vita si fa sempre più dura e difficile, fino a che Mimmo e Dea vengono abbandonati al loro destino da tutta la troupe. Infine, dopo aver venduto un anello di Dea e tutti i costumi di scena, si riducono a vivere pateticamente di rimpianti.

## Colonna sonora
La colonna sonora è curata con brani d'epoca e altri originali di Piero Piccioni e Alberto Sordi, tra i quali:
- Ma 'ndo Hawaii
- Polvere di stelle (Stardust)
- Sentimentale
- Addio sogni di gloria
- L'amore è un treno
- Anchors aweigh

Spicca su tutte la canzone goliardica Ma 'ndo Hawaii, testo di Alberto Sordi, leitmotiv degli spettacoli.

## Cast
Nel film compaiono camei di due noti attori della rivista italiana del periodo: Carlo Dapporto e Wanda Osiris, che interpretano loro stessi in un'epoca di trent'anni prima rendendo emblematica la figura della Osiris, sessantottenne al tempo delle riprese.
In un piccolo ruolo, non accreditato (balla il tip-tap in Galleria, e prega Mimmo di prenderlo nella compagnia), si riconosce un giovane Alvaro Vitali.
La parte del direttore del Teatro Petruzzelli fu affidata al giornalista Piero Virgintino, critico cinematografico de La Gazzetta del Mezzogiorno.
Il marinaio americano che si innamora di Dea è interpretato da John Phillip Law, reduce dalla popolarità che aveva avuto in Barbarella e Diabolik.

## Produzione
Sono note due versioni del film, una di 145 minuti, l'altra, abbreviata dallo stesso Sordi a 123 minuti (ma c'è anche una versione da 90 minuti), nella quale vennero tagliate delle sequenze che potevano risultare un po' più volgari (venne eliminata la parte dove la compagnia di Sordi canta la canzone Attaccati all'Asse!). La versione integrale, oltre che al cinema, è stata trasmessa anche da Rai e Mediaset, ma per decenni non giunse mai né su videocassetta, né su dvd.
Nel 2019, però, la Cineteca Nazionale grazie alla Fondazione Sordi ha potuto restaurare il negativo originale integrale di 152 minuti, mai visto in sala, che il regista conservava a casa sua. Ora questa versione è disponibile su Raiplay e dall'ottobre 2024 in dvd e blu ray a cura della Mustang Entertainment.
Fu l'unico film italiano in cui John Phillip Law si doppiò da solo.

## Luoghi del film
La storia si svolge a Roma, in Abruzzo e a Bari, sebbene in alcuni casi (ad esempio Pizzico di Sotto e Canneto d'Abruzzo) l'ambientazione sia in luoghi immaginari. Diversi esterni ambientati a Bari furono girati in altri luoghi. Nonostante parte della storia sia ambientata in Abruzzo, nessuna scena è stata girata in quella regione.
La panoramica di apertura (il soldato tedesco) fu filmata alla passeggiata del Gianicolo a Roma; altre scene furono ambientate nella Galleria Colonna - ora intitolata ad Alberto Sordi - e vie adiacenti; presso il Foro Italico (il quartier generale delle forze Alleate in cui Mimmo e la compagnia vanno a cercare una scrittura) e il vicino Stadio dei Marmi. Anche la scena ambientata nella stazione di Pizzico di Sotto, fittizia località di debutto della tournée abruzzese, fu girata nella stazione di Roma San Pietro.
La casa di Don Ciccio Caracioni è Palazzo Anguillara a Faleria (VT).
La produzione alloggiò a lungo a Bari, girando varie scene nella città vecchia, sul lungomare e al Teatro Petruzzelli (in interni ed esterni). Una ripresa fu fatta anche nelle campagne fra Martina Franca e Locorotondo (John e Dea sulla Jeep). Il porto, tuttavia, non è quello di Bari ma di Napoli in quanto all'epoca vi attraccavano le navi della Marina Americana al molo San Vincenzo; il Grande albergo delle Nazioni (il quartier generale delle truppe alleate), nelle scene in interno ritrae il medesimo Hotel sul Lungomare Nazario Sauro di Bari, mentre gli esterni sono stati girati nell'ex casinò Paradiso sul mare di Anzio.
Sempre nel porto di Napoli, presso il molo Beverello, venne girata la scena dello spettacolo sulla nave militare USS Cascade, messa a disposizione dalla United States Navy. Molti marinai americani fecero da comparsa ed è evidente come le loro uniformi siano degli anni settanta e non dei primi anni quaranta, epoca di ambientazione del film.
Il teatro Pomponi in cui la compagnia viene catturata dai nazifascisti è l'ex cinema Italia a Pomezia (RM); la scena successiva, in cui la compagnia viene caricata sulle camionette e portata via fu girata nell'adiacente piazza Indipendenza. Nella scena seguente, gli uomini della compagnia vengono tradotti in una caserma, che è in realtà lo stadio Domenico Francioni di Latina.
Il molo dal quale la compagnia salpa dall'Abruzzo con destinazione Venezia è nel porticciolo di Bagnoli, presso Napoli.

## Errore storico
La bandiera statunitense presente nella scenografia gigante nello spettacolo in una Bari liberata dagli alleati non è quella attinente al periodo storico. Fino al 1959 la seconda bandiera più longeva è stata quella del 1912 con 48 stelle poste a rettangolo, che ha sventolato nelle due guerre mondiali. Quella mostrata è entrata in vigore nel 1960 sotto la presidenza di Dwight D. Eisenhower e ha 50 stelle. Le truppe alleate protagoniste della liberazione di Roma erano al comando del generale statunitense Mark Clark.

## La critica
Callisto Cosulich nel Paese Sera del 15 settembre 1973: "Il film di Sordi si divide in due parti nettamente distinte, anche sul piano della qualità. La prima, che dura fino all'otto settembre, è piuttosto mediocre e soffre del paragone schiacciante che ciascuno può fare con la scena dell'Ambra Jovinelli nel Roma di Federico Fellini. La seconda invece trova un giusto equilibrio tra realtà, storia e convenzione, offrendoci tra l'altro una descrizione della Bari alleata assolutamente inedita per il nostro cinema. E nel far rivivere gli spettacoli e l'atmosfera di quel caotico periodo, bisogna ammettere che Polvere di stelle scopre delle ambizioni (in parte realizzate) superiori alle modeste esigenze del film di costume. Quanto agli attori, non è da oggi che ci siamo accorti che Sordi sia molto più contenuto (e quindi accettabile) quando si dirige da se stesso. Di riflesso egli è costretto a contenere anche la Vitti, per non farsi sopraffare. A furia di contenersi insomma finiscono per formare una coppia ben assortita e assai efficace".

## Riconoscimenti
- 1974 - David di Donatello
  - Migliore attrice protagonista (Monica Vitti)